# Мёльгг, Манфред
Ма́нфред Мёльгг (итал. Manfred Moelgg; 3 июня 1982, Брунико, Больцано, Трентино — Альто-Адидже) — итальянский горнолыжник, трёхкратный призёр чемпионатов мира, обладатель малого Кубка мира. Специалист слаломных дисциплин. Старший брат горнолыжницы Мануэлы Мёльгг.
В Кубке мира Мёльгг дебютировал в 2003 году, в марте 2008 года одержал первую победу на этапе Кубка мира в слаломе. Всего имеет три победы на этапах Кубка мира, все в слаломе. Лучшим достижением в общем зачёте Кубка мира является для Мёльгга 4-е место в сезоне 2007/08, в том же сезоне он выиграл малый Кубок мира в зачёте слалома.
На Олимпиаде-2006 в Турине, стартовал в слаломе и гигантском слаломе, но в обоих соревнованиях не смог добраться до финиша.
На Олимпиаде-2010 в Ванкувере, стартовал в трёх дисциплинах: комбинация — не финишировал, гигантский слалом — 22-е место, слалом — 7-е место.
За свою карьеру участвовал в 5 чемпионатах мира, завоевал серебряную медаль в слаломе на чемпионате мира 2007 года, бронзу также в слаломе 4 года спустя в Гармиш-Партенкирхене и бронзу в гигантском слаломе в 2013 году в Шладминге.
Принял участие в горнолыжных соревнованиях в рамках зимних Всемирных военно-спортивных игр 2010 года, где первенствовал в командном зачёте гигантского слалома, а в личном зачёте выиграл «серебро».
Завершил карьеру в марте 2022 года.
Использовал лыжи и ботинки производства фирмы Fischer.

## Победы на этапах Кубка мира (3)
| № | Сезон   | Дата       | Место               | Дисциплина |
| - | ------- | ---------- | ------------------- | ---------- |
| 1 | 2007/08 | 9 мар 2008 | Краньска-Гора       | Слалом     |
| 2 | 2008/09 | 1 фев 2009 | Гармиш-Партенкирхен | Слалом (2) |
| 3 | 2016/17 | 5 янв 2017 | Загреб              | Слалом (3) |